# 아마두 공 쿨리발리

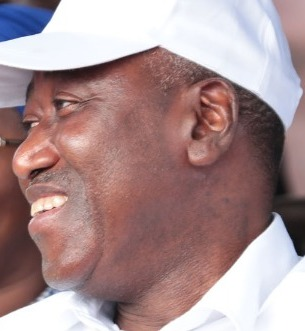

아마두 공 쿨리발리(프랑스어: Amadou Gon Coulibaly, 1959년 2월 10일 ~ 2020년 7월 8일)는 코트디부아르의 정치인으로 2017년 1월부터 2020년 7월까지 총리직을 지냈다. 2020년 대선을 앞두고 여당의 유력 대통령 후보로 여겨졌으나 사망했다. 그는 2011년부터 2017년까지 알라산 와타라 대통령의 서기장을 지낸 바 있다.